# Liste der Monuments historiques in Guignecourt
Die Liste der Monuments historiques in Guignecourt führt die Monuments historiques in der französischen Gemeinde Guignecourt auf.

## Liste der Bauwerke
| Bezeichnung     | Beschreibung              | Standort                         | Kennzeichnung | Schutzstatus | Datum | Bild           |
| --------------- | ------------------------- | -------------------------------- | ------------- | ------------ | ----- | -------------- |
| Kirche St-Aubin | Erbaut im Mittelalter     | (Lage)                           | PA60000007    | Classé       | 2012  | weitere Bilder |
| Zehntscheune    | Erbaut im 15. Jahrhundert | neben der Kirche St-Aubin (Lage) | PA60000092    | Inscrit      | 2015  |                |

## Liste der Objekte
- Monuments historiques (Objekte) in Guignecourt in der Base Palissy des französischen Kultusministeriums